# Liptena o-rubrum
Liptena o-rubrum är en fjärilsart som beskrevs av Holland 1890. Liptena o-rubrum ingår i släktet Liptena och familjen juvelvingar. Inga underarter finns listade i Catalogue of Life.